# Wunüberget
Wunüberget eller Wunü Feng är ett berg i Kina. Det ligger i provinsen Jilin, i den östra delen av landet nära gränsen mot Sydkorea, 800 km öster om huvudstaden Peking. Toppen på Wunüberget är 1 337 meter över havet, eller 404 meter över den omgivande terrängen. Bredden vid basen är 20,3 km. "Wunü" betyder "Fem kvinnor".
Terrängen runt Wunüberget är huvudsakligen kuperad. Runt Wunüberget är det ganska tätbefolkat, med 60 invånare per kvadratkilometer. Närmaste större samhälle är Ji'an, 19,1 km söder om Wunüberget. I omgivningarna runt Wunüberget växer i huvudsak blandskog.
Inlandsklimat råder i trakten. Årsmedeltemperaturen i trakten är 5 °C. Den varmaste månaden är augusti, då medeltemperaturen är 18 °C, och den kallaste är januari, med −14 °C. Genomsnittlig årsnederbörd är 1 213 millimeter. Den regnigaste månaden är juli, med i genomsnitt 406 mm nederbörd, och den torraste är januari, med 11 mm nederbörd.